# Коньков Сергій Олександрович
Сергій Олександрович Коньков (рос. Сергей Александрович Коньков; 30 травня 1982, м. Москва, СРСР) — російський хокеїст, нападник. Виступає за «Динамо» (Москва) у Континентальній хокейній лізі.  
Вихованець хокейної школи ЦСКА (Москва). Виступав за ЦСКА (Москва), «Молот-Прикам'я» (Перм), «Нафтохімік» (Нижньокамськ), «Локомотив» (Ярославль).
У складі національної збірної Росії учасник EHT 2007. 
Досягнення
- Володар кубка Гагаріна (2012, 2013), фіналіст (2009)
- Срібний призер чемпіонату Росії (2008).